# Kuragano-shuku

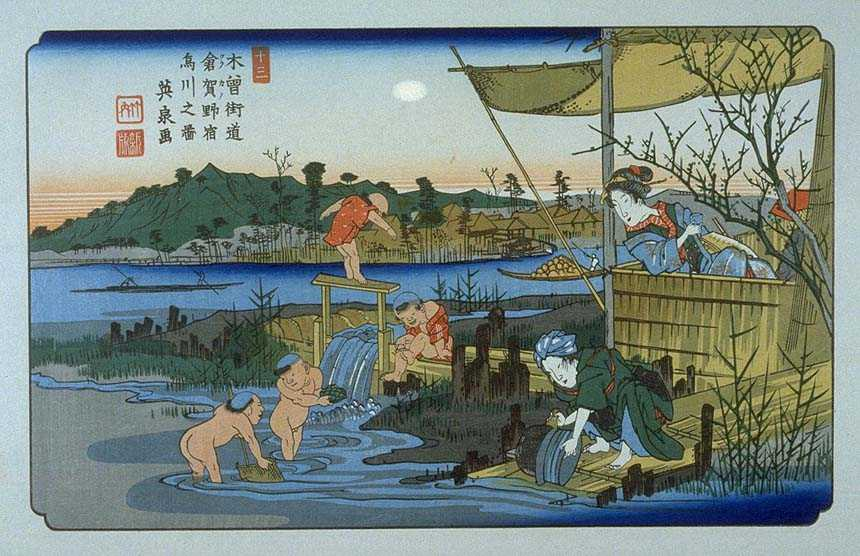
Kuragano-shuku, estampe de Keisai Eisen de la série Les Soixante-neuf Stations du Kiso Kaidō.

Kuragano-shuku (倉賀野宿, Kuragano-shuku) était la douzième des soixante-neuf stations du Nakasendō. Elle était située dans la ville moderne de Takasaki, préfecture de Gunma, Japon.

## Histoire
Kuragano-shuku se trouvait à l'intersection du Nakasendō et du Nikkō Reiheishi Kaidō. Les voyageurs en provenance de Kyoto utilisaient cette route pour se rendre à Nikkō. S'ils venaient d'Edo, ils empruntaient la Nikkō Kaidō. Durant la période Edo, c'était un port fréquenté par les bateaux marchands de la rivière Karasu.

## Stations voisines
Nakasendō
Shinmachi-shuku – Kuragano-shuku – Takasaki-shuku
Nikkō Reiheishi Kaidō
Kuragano-shuku (point de départ) – Tamamura-shuku